# Біла-Парцеля-Друга
Біла-Парцеля-Друга (пол. Biała-Parcela Druga) — село в Польщі, у гміні Біла Велюнського повіту Лодзинського воєводства.